# Hakusan
Hakusan (白山市, Hakusan-shi) est une ville située dans la préfecture d'Ishikawa, au Japon.

## Géographie

### Situation
Hakusan est située dans le sud de la préfecture d'Ishikawa, au bord de la mer du Japon. Elle est voisine de la ville de Kanazawa.

### Municipalités limitrophes
| mer du Japon                | Kanazawa, Nonoichi | Kanazawa            |
| Kawakita, Nonoichi, Komatsu | Hakusan            | Nanto               |
| Katsuyama                   | Ōno                | Shirakawa, Takayama |

### Démographie
En octobre 2020, la population de la ville de Hakusan était de 113 558 habitants pour une superficie de 754,93 km2.

### Relief

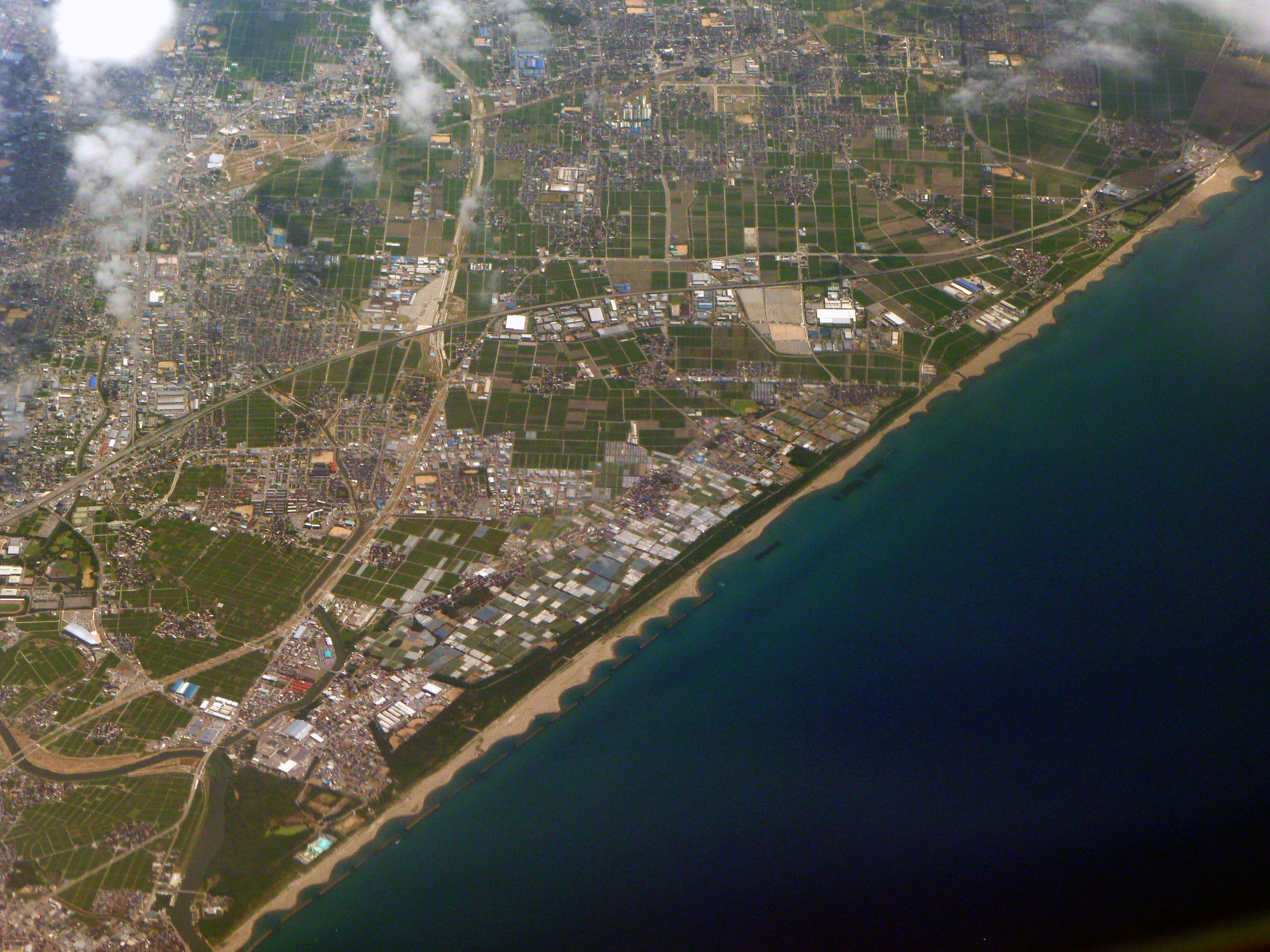
Zone côtière de Hakusan.

La ville de Hakusan est divisée en deux parties : une zone côtière urbanisée au nord-ouest, et une zone montagneuse au sud-est, dominée par les monts Haku, Sannomine et Bessan.

### Climat
Hakusan a un climat continental humide caractérisé par des étés doux et des hivers froids avec de fortes chutes de neige. La température moyenne annuelle est de 12,8 °C. La pluviométrie annuelle moyenne est de 2 098 mm, décembre étant le mois le plus humide.

## Histoire
La ville de Hakusan a été créée le 1er février 2005 de la fusion de l'ancienne ville de Mattō avec les bourgs de Mikawa et Tsurugi et les villages de Kawachi, Oguchi, Shiramine, Torigoe et Yoshinodani.

## Culture locale et patrimoine
- Parc national de Hakusan
- Shirayama Hime-jinja

## Transports
Hakusan est desservie par la ligne IR Ishikawa Railway de la compagnie IR Ishikawa Railway et la ligne Ishikawa de la compagnie Hokuriku Railroad. La ville accueille en sa périphérie un des dépôts d'entretien des matériels de la ligne Shinkansen Hokuriku.
L'aéroport le plus proche est celui de Komatsu.

## Jumelage
Hakusan est jumelée avec :
- Fujieda (Japon) depuis 1983
- Columbia (États-Unis) depuis 1988
- Liyang (Chine) depuis 1995
- Penrith (Australie) depuis 1995
- Raunheim (Allemagne) depuis 1997
- Beaugency (France) depuis 1999
- Boston (Royaume-Uni) depuis 2002